# گراسبرون
گراسبرون (به آلمانی: Grasbrunn) یک شهر در آلمان است که در منطقه مونیخ واقع شده‌است.

## خصوصیات
گراسبرون ۲۳٫۵۹ کیلومترمربع مساحت دارد ۵۵۶ متر بالاتر از سطح دریا واقع شده‌است.